# Spanioplon armaturum
Spanioplon armaturum är en svampdjursart som först beskrevs av James Scott Bowerbank 1866.  Spanioplon armaturum ingår i släktet Spanioplon och familjen Hymedesmiidae. Inga underarter finns listade i Catalogue of Life.